# Vettor Pisani (1927)
Vettor Pisani – włoski okręt podwodny z okresu międzywojennego i II wojny światowej, jedna z czterech jednostek typu Pisani. Okręt wypierał 880 ton w położeniu nawodnym i 1058 ton pod wodą, a jego główną bronią było dziewięć torped kalibru 533 mm wystrzeliwanych z sześciu wewnętrznych wyrzutni. Jednostka rozwijała na powierzchni prędkość 15 węzłów, osiągając zasięg 4230 Mm przy prędkości 9,3 węzła.
Okręt został zwodowany 24 listopada 1927 roku w stoczni Cantiere Navale Triestino w Monfalcone, a w skład Regia Marina wszedł 16 czerwca 1929 roku. Nazwę otrzymał na cześć admirała Vettora Pisaniego – dowódcy floty weneckiej z XIV wieku. Pełnił służbę na Morzu Śródziemnym i Atlantyku, biorąc udział m.in. w wojnie domowej w Hiszpanii i kampanii śródziemnomorskiej. Jednostka została wycofana ze służby 1 lutego 1948 roku.

## Projekt i budowa
Budowane przez Włochy w okresie przed i w trakcie I wojny światowej okręty podwodne były małymi jednostkami przeznaczonymi do działań na Adriatyku, przeciwko Austro-Węgrom. Zmiana sytuacji międzynarodowej spowodowała konieczność wymiany posiadanych okrętów na pełnomorskie, o dużym zasięgu, mogące działać przeciw Marine nationale czy Royal Navy. Przyjęty przez Włochy program zbrojeniowy z lat 1923–1924 zakładał zbudowanie okrętów o łącznej wyporności 36 568 ton, na co miały się składać dwa krążowniki ciężkie („Trento” i „Trieste”), niszczyciele typów Sauro i Turbine oraz okręty podwodne typów Balilla, Mameli i Pisani. Projekty trzech typów okrętów podwodnych powstały w tym samym czasie, w celu porównania ich charakterystyk i stworzenia na podstawie doświadczeń eksploatacyjnych docelowych typów dla włoskiej floty podwodnej. Jednostki typu Pisani zaprojektowali inżynierowie: pułkownik Curio Bernardis i major Rodolfo Tito Tizzoni w czerwcu 1924 roku. Przyjęto konstrukcję jednokadłubową, z powiększonymi w stosunku do typu Mameli zbiornikami paliwa. Problemem była jednak słaba stateczność okrętów. Rozwiązano go, instalując zewnętrzne siodłowe zbiorniki balastowe, co jednak zmniejszyło osiąganą prędkość maksymalną (z projektowanych 17,3 węzła na powierzchni do 15 węzłów i podwodną z 8,8 do 8,2 węzła) .
Okręt zbudowany został w stoczni Cantiere Navale Triestino w Monfalcone (numer stoczniowy 150) . Stępkę jednostki położono 18 listopada 1925 roku, a zwodowana została 24 listopada 1927 roku . Nazwę otrzymał na cześć dowódcy floty weneckiej z XIV wieku, Vettora Pisaniego  . Dewizą jednostki było Ardisci .

## Dane taktyczno-techniczne

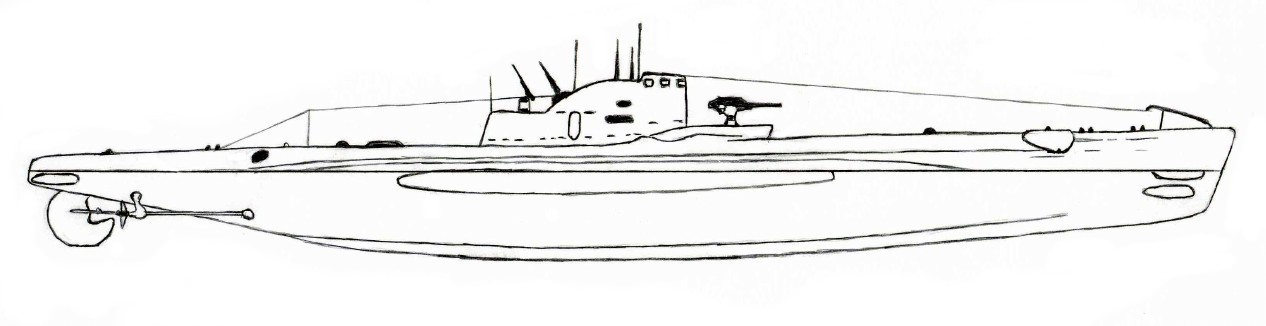
Rzut boczny okrętu typu Pisani

„Vettor Pisani” był średniej wielkości oceanicznym okrętem podwodnym o konstrukcji jednokadłubowej . Długość całkowita wynosiła 68,2 metra, szerokość – 6,09 metra, a zanurzenie – 4,93 metra. Wyporność normalna w położeniu nawodnym wynosiła 880 ton, a w zanurzeniu 1058 ton. Okręt napędzany był na powierzchni przez dwa silniki wysokoprężne Tosi o łącznej mocy 3000 KM. Napęd podwodny zapewniały dwa silniki elektryczne CGE o łącznej mocy 1100 KM. Dwuśrubowy układ napędowy pozwalał osiągnąć prędkość 15 węzłów na powierzchni i 8,2 węzła w zanurzeniu. Zasięg wynosił 4230 Mm przy prędkości 9,3 węzła w położeniu nawodnym (lub 1600 Mm przy prędkości 17,1 węzła) oraz 70 Mm przy prędkości 4 węzłów w zanurzeniu (lub 7 Mm przy prędkości 8,2 węzła). Zbiorniki paliwa mieściły 70 ton oleju napędowego . Dopuszczalna głębokość zanurzenia wynosiła 100 metrów .
Okręt wyposażony był w sześć stałych wyrzutni torped kalibru 533 mm: cztery na dziobie i dwie na rufie, z łącznym zapasem dziewięciu torped . Uzbrojenie artyleryjskie stanowiło zainstalowane na podeście przed kioskiem pojedyncze działo pokładowe kalibru 102 mm Schneider–Armstrong 1914-15 L/35 z zapasem 168 naboi  . Masa działa z zamkiem wynosiła 1,22 tony (całego stanowiska 5 ton), kąt podniesienia lufy wynosił od -5° do 45°, masa naboju 13,74 kg, prędkość początkowa pocisku 750 m/s, donośność 11 700 metrów przy maksymalnym kącie podniesienia, a szybkostrzelność 7 strz./min. Broń przeciwlotniczą stanowiły umieszczone na kiosku dwa pojedyncze wielkokalibrowe karabiny maszynowe Breda M1931 kalibru 13,2 mm L/76 z zapasem 3000 naboi  . Masa karabinu wynosiła 47,5 kg, kąt podniesienia lufy wynosił od -10° do 80°, masa naboju 0,125 kg, prędkość początkowa pocisku 790 m/s, donośność maksymalna 6000 metrów (skuteczna 2000 metrów), a szybkostrzelność 500 strz./min. Jednostka wyposażona też była w hydrofony .
Załoga okrętu składała się z 4–5 oficerów oraz 44 podoficerów i marynarzy.

## Służba
„Vettor Pisani” został wcielony do służby w Regia Marina 16 czerwca 1929 roku. Okręt rozpoczął służbę na Morzu Śródziemnym, wchodząc w skład 5 eskadry (wł. Squadriglia) okrętów podwodnych średniego zasięgu Flotylli stacjonującej w Neapolu (wraz z siostrzanymi „Marcantonio Colonna”, „Giovanni Bausan” i „Des Geneys”). W 1930 roku „Vettor Pisani” odbył daleki rejs na Atlantyk, docierając do Las Palmas de Gran Canaria i w drodze powrotnej zawijając do kilku innych hiszpańskich portów. W tym samym roku cała eskadra odbyła długi rejs po Morzu Śródziemnym, odwiedzając porty w Grecji i osiągając archipelag Dodekanez.
W 1935 roku 5 eskadra okrętów podwodnych średniego zasięgu, w której służyły jednostki typu Pisani, została przeniesiona do La Spezia, wchodząc w skład 1. Flotylli (wł. Gruppo) okrętów podwodnych. W 1936 roku okręty typu Pisani przebazowano na Leros, gdzie utworzyły 2 eskadrę 6. Flotylli okrętów podwodnych. Podczas wojny domowej w Hiszpanii „Vettor Pisani”, „Marcantonio Colonna” i „Des Geneys” odbyły misje specjalne trwające łącznie 41 dni. W 1938 roku okręty typu Pisani przebazowano do Mesyny, gdzie weszły w skład 31 eskadry 3. Flotylli okrętów podwodnych.
10 czerwca 1940 roku, w momencie ataku Włoch na Francję, okręt nadal znajdował się w składzie 31 eskadry okrętów podwodnych 3. Flotylli w Mesynie (wraz z siostrzanymi „Marcantonio Colonna”, „Giovanni Bausan” i „Des Geneys”) . Dowództwo jednostki sprawował kmdr ppor. (wł. capitano di corvetta) Bruno Zelick . Od 19 czerwca do 2 lipca „Vettor Pisani”, „Pier Capponi” i „Giovanni da Procida” patrolowały wody Cieśniny Sycylijskiej . W pierwszej połowie lipca „Vettor Pisani”, „Pier Capponi”, „Tembien”, „Benedetto Brin” i „Durbo” operowały na wodach nieopodal Malty . Pod koniec 1940 roku ze względu na zużycie „Vettor Pisani”, „Giovanni Bausan” i „Des Geneys” zostały przeniesione do Szkoły Okrętów Podwodnych w Poli .
W styczniu 1942 roku okręt wziął udział w zabezpieczeniu włoskiej operacji konwojowej, operując na wschód od Malty wraz z „Onice”, „Enrico Dandolo”, „Alagi”, „Aradam”, „Tricheco” i „Axum” . W sierpniu „Vettor Pisani”, „Fratelli Bandiera”, „Ciro Menotti”, „Squalo” i H 2 uczestniczyły w defensywnych patrolach na wodach włoskich.
W momencie kapitulacji Włoch we wrześniu 1943 roku okręt nadal pełnił funkcje szkoleniowe w Poli, wchodząc w skład 12. Flotylli okrętów podwodnych. We wrześniu dowodzony przez kmdra ppor. Mario Resio „Vettor Pisani” dotarł do zajętego przez aliantów Tarentu, a w październiku przeszedł remont w Neapolu i powrócił do Tarentu . W styczniu 1944 roku jednostka pod dowództwem por. mar. (wł. sottotenente di vascello) Aldo Andolfiego została skierowana do Augusty . Od marca 1944 roku jednostka stacjonowała w Neapolu (wraz z „Onice”, „Vortice” i „Platino”), uczestnicząc do końca wojny w ćwiczeniach sił ZOP. Od początku wojny do 8 września 1943 roku „Vettor Pisani” przeprowadził 12 rejsów operacyjnych, 9 przejść między portami krajowymi i 286 rejsów szkoleniowych, pokonując dystans 4759 mil na powierzchni i 286 mil pod wodą  .
Okręt został rozbrojony 23 marca 1947 roku i wycofany ze służby 1 lutego 1948 roku.